# Regeringen Robert Fico II
Regeringen Robert Fico II var en regering i Slovakiet ledet af premierminister Robert Fico i perioden 2012-2016. Den tiltrådte 4. april 2012 og bestod af 14 medlemmer, 11 fra partiet Smer – Sociálna demokracia (Smer-FD) og tre ministre som ikke tilhørte noget parti. Den afløste Regeringen Iveta Radicova ledet af Iveta Radicova fra SDKÚ-DS efter Smer-FD havde fået absolut flertal i det slovakiske parlament ved det slovakiske parlamentsvalg i 2012.
Dette var første gang siden Tjekkoslovakiets opløsning, at et parti havde vundet et absolut flertal, men Smer-SD manglede syv mandater i at have det tre femtedeles flertal som er nødvendigt for at lave forfatningsændringer.
Regeringen Robert Fico II blev afløst af Regeringen Robert Fico III 23. marts 2016.

## Sammensætning
Efter det slovakiske parlamentsvalg i 2012 dannede premierminister Robert Fico regering 4. april 2012.
| Ministerpost                                           | Minister                   | Parti       | Startdato         | Slutdato          |
| ------------------------------------------------------ | -------------------------- | ----------- | ----------------- | ----------------- |
| Premierminister                                        | Robert Fico                | Smer-SD     | 4. april 2012     | 23. marts 2016    |
| Vicepremierminister Inderrigsminister                  | Robert Kaliňák             | Smer-SD     | 4. april 2012     | 23. marts 2016    |
| Vicepremierminister Finansminister                     | Peter Kažimír              | Smer-SD     | 4. april 2012     | 23. marts 2016    |
| Vicepremierminister Udenrigsminister                   | Miroslav Lajčák            | Partiløs    | 4. april 2012     | 23. marts 2016    |
| Vicepremierminister for inverstering                   | Ľubomír Vážny              | Smer-SD     | 16. november 2012 | 23. marts 2016    |
| Økonomiminister                                        | Tomáš Malatinský           | Partiløs    | 4. april 2012     | 3. juli 2014      |
| Økonomiminister                                        | Pavol Pavlis               | Smer-SD     | 3. juli 2014      | 6. maj 2015       |
| Økonomiminister                                        | Peter Kažimír (fungerende) | Smer-SD     | 6. maj 2015       | 16. juni 2015     |
| Økonomiminister                                        | Vazil Hudák                | Partiløs    | 16. juni 2015     | 23. marts 2016    |
| Minister for transport, byggeri og regional udvikling  | Ján Počiatek               | Smer-SD     | 4. april 2012     | 23. marts 2016    |
| Minister for landbrug og udvikling af landdistrikter   | Ľubomír Jahnátek           | Smer-SD     | 4. april 2012     | 23. marts 2016    |
| Forsvarsminister                                       | Martin Glváč               | Smer-SD     | 4. april 2012     | 22. marts 2016    |
| Forsvarsminister                                       | Robert Fico (fungerende)   | Smer-SD     | 22. marts 2016    | 23. marts 2016    |
| Justitsminister                                        | Tomáš Borec                | Independent | 4. april 2012     | 23. marts 2016    |
| Arbejds-, social- og familieminister                   | Ján Richter                | Smer-SD     | 4. april 2012     | 23. marts 2016    |
| Miljøminister                                          | Peter Žiga                 | Smer-SD     | 4. april 2012     | 23. marts 2016    |
| Minister for uddannelse, videnskab, forskning og sport | Dušan Čaplovič             | Smer-SD     | 4. april 2012     | 3. juli 2014      |
| Minister for uddannelse, videnskab, forskning og sport | Peter Pellegrini           | Smer-SD     | 3 July 2014       | 25. november 2014 |
| Minister for uddannelse, videnskab, forskning og sport | Juraj Draxler              | Partiløs    | 25. november 2014 | 23. marts 2016    |
| Kulturminister                                         | Marek Maďarič              | Smer-SD     | 4. april 2012     | 23. marts 2016    |
| Sundhedsminister                                       | Zuzana Zvolenská           | Partiløs    | 4. april 2012     | 6. november 2014  |
| Sundhedsminister                                       | Viliam Čislák              | Smer-SD     | 6. november 2014  | 23. marts 2016    |